# Manuel Font i de Anta
Manuel Font i de Anta (né à Séville le 10 décembre 1889 et mort à Madrid le 20 novembre 1936) est un compositeur, pianiste et chef d'orchestre espagnol.

## Biographie
Manuel Font i de Anta est le fils du compositeur Manuel Font Fernández de la Herranz, fondateur de l'Harmonie municipale de Séville, et d'Encarnación de Anta Álvarez. Il est le frère de José Font de Anta, violoniste et compositeur.
Il apprend la musique avec son propre père, mais aussi avec les maîtres de chapelle de la Cathédrale sévillane : Vicente Ripollés et Eduardo Torres. Il étudie la composition avec Joaquín Turina.
Il voyage en Amérique, en donnant des concerts de piano et en dirigeant des orchestres. Il réside à Madrid lorsqu'il est assassiné par des brigadistes républicains au tout début de la Guerre civile.

## Œuvres

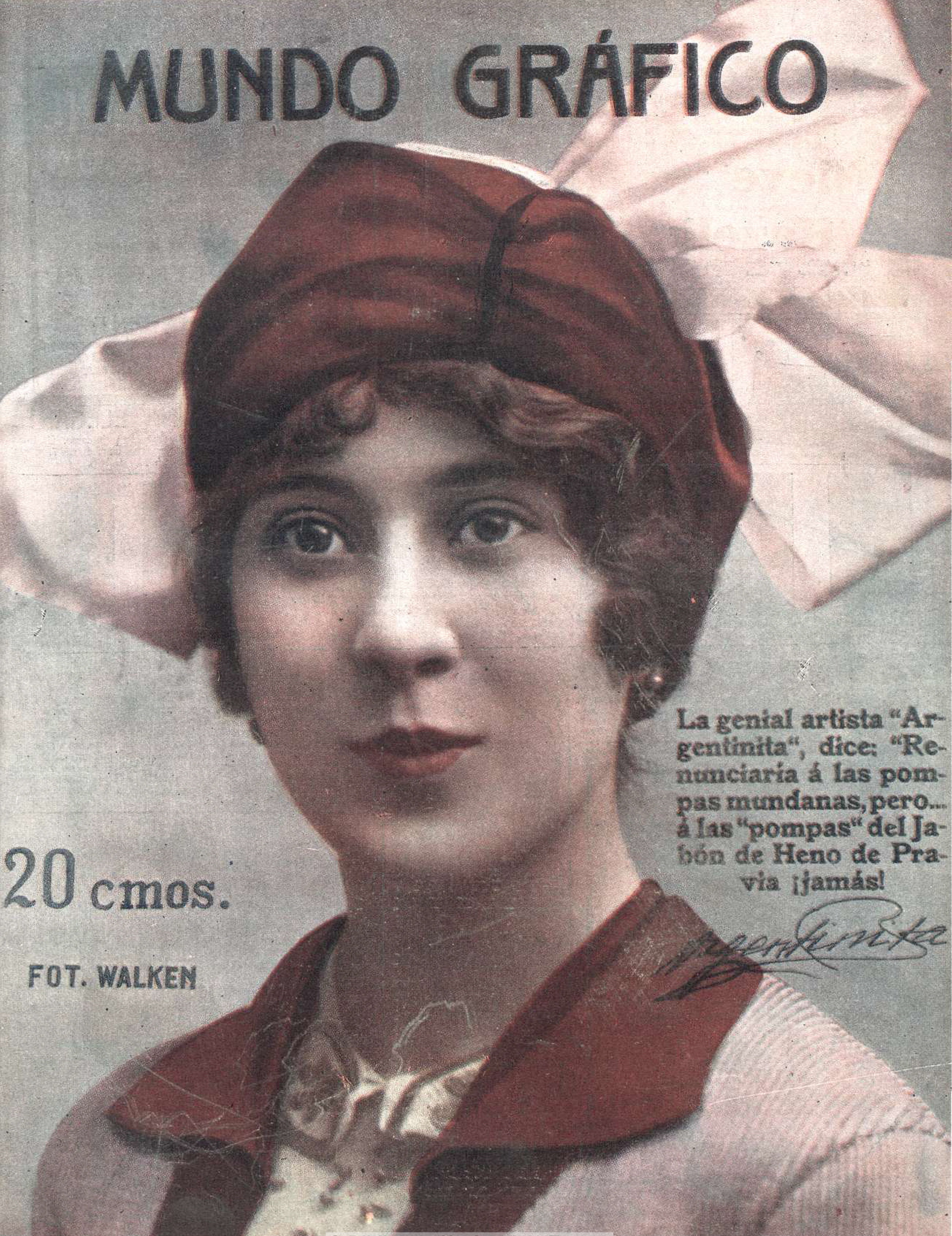
La Argentinita en 1916, magazine Mundo Gráfico.

Il  est connu en son temps par la composition d'innombrables chansons pour les plus fameuses chanteuses de l'époque, telles que Raquel Meller, La Argentinita, La Goya ou Bergère Empire. Il a composé également diverses zarzuelas étrennées en des théâtres madrilènes pendant les années 1920 et début des années 1930, comme Les morts de Lopillo (Théâtre d'Apolo, 1925), scénario de Serafín et Joaquín Álvarez Quintero.
À Séville, il est également renommé par la composition de différentes marches de processions pour la Semaine sainte : Chemin du Calvari (1905), Amertumes (1919), La Charité (1915) ou Soleá donne-moi la main (1918). 
Ses autres œuvres remarquables sont : Suite Andalucía pour piano (1913–1914), Sinfonía « Le Perchel » (orchestre), Sonate pour violon et piano, Oratorio Jesús del Gran Poder (texte des frères Álvarez Quintero), La Plaza de España (pasodoble pour l'inauguration de la Place d'Espagne à l'Exposition ibéro-américaine de 1929) et Rapsodia Americana pour le même événement.

## Discographie

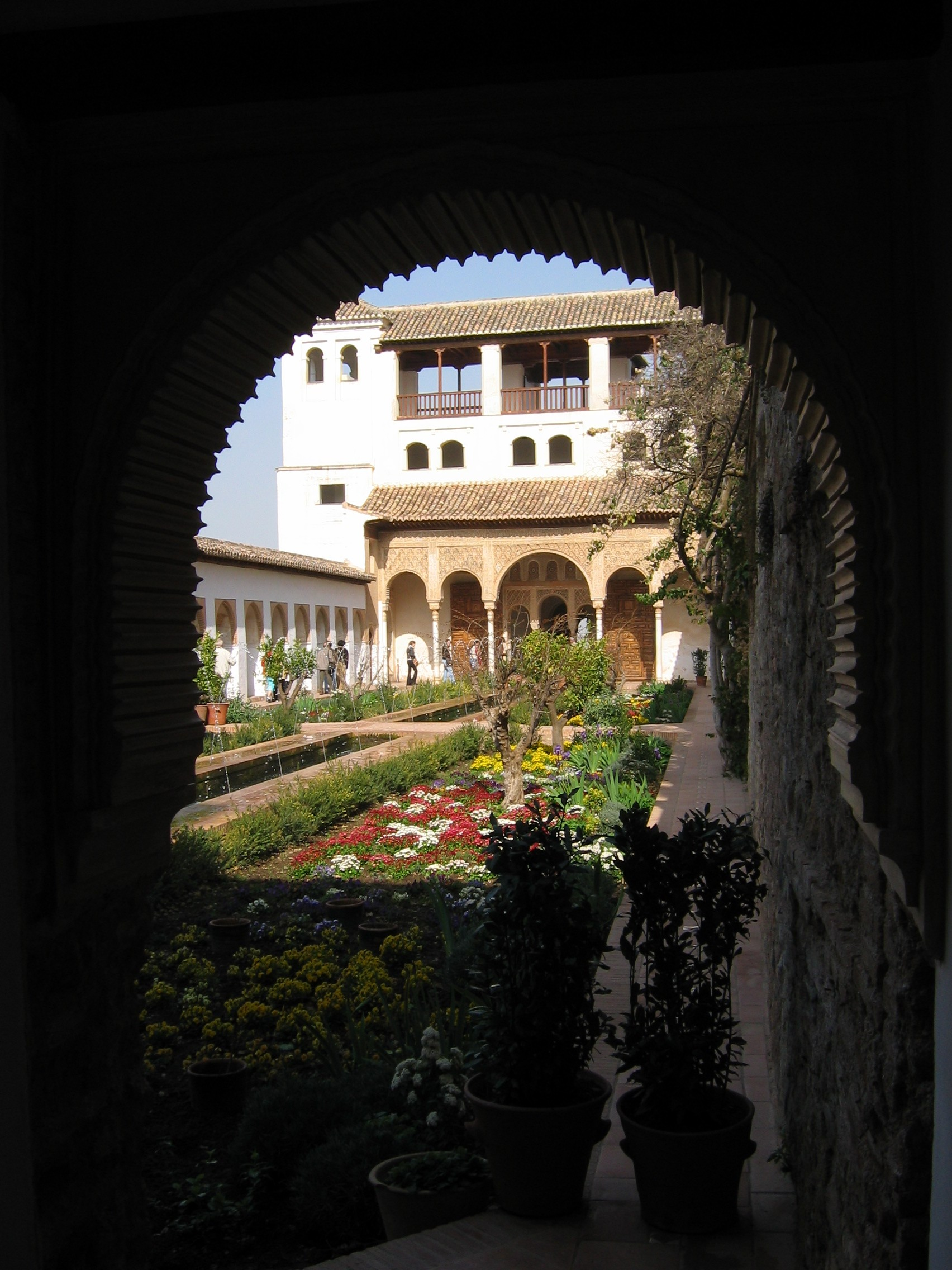
Les jardins du Palais du Generalife, Alhambra, au printemps.

- Andalucía - Riccardo Schwartz, piano (15 juin 2018, Grand Piano PCL10144) (OCLC 1085166092) — première mondiale